# Бродлендс (Іллінойс)
Бродлендс (англ. Broadlands) — селище (англ. village) в США, в окрузі Шампейн штату Іллінойс. Населення — 316 осіб (2020).

## Географія
Бродлендс розташований за координатами 39°54′31″ пн. ш. 87°59′49″ зх. д. / 39.90861° пн. ш. 87.99694° зх. д. (39.908722, -87.996848).  За даними Бюро перепису населення США в 2010 році селище мало площу 0,86 км², уся площа — суходіл.

## Демографія
Згідно з переписом 2010 року, у селищі мешкало 349 осіб у 137 домогосподарствах у складі 96 родин. Густота населення становила 405 осіб/км².  Було 147 помешкань (171/км²).
Расовий склад населення:
| - 98,3 % — білих - 0,6 % — чорних або афроамериканців - 0,3 % — азіатів |

До двох чи більше рас належало 0,6 %. Частка іспаномовних становила 1,1 % від усіх жителів.
За віковим діапазоном населення розподілялося таким чином: 26,9 % — особи молодші 18 років, 60,5 % — особи у віці 18—64 років, 12,6 % — особи у віці 65 років та старші. Медіана віку мешканця становила 36,8 року. На 100 осіб жіночої статі у селищі припадало 100,6 чоловіків;  на 100 жінок у віці від 18 років та старших — 93,2 чоловіків також старших 18 років.
Середній дохід на одне домашнє господарство  становив 70 338 доларів США (медіана — 60 000), а середній дохід на одну сім'ю — 72 524 долари (медіана — 54 375). Медіана доходів становила 51 250 доларів для чоловіків та 35 938 доларів для жінок. За межею бідності перебувало 13,0 % осіб, у тому числі 17,7 % дітей у віці до 18 років та 0,0 % осіб у віці 65 років та старших.
Цивільне працевлаштоване населення становило 176 осіб. Основні галузі зайнятості: освіта, охорона здоров'я та соціальна допомога — 26,1 %, роздрібна торгівля — 13,6 %, будівництво — 12,5 %, сільське господарство, лісництво, риболовля — 11,9 %.